# شرايين أذنية أمامية
شرايين أذنية أمامية (بالإنجليزية: Anterior auricular branches)‏‏ هو شريان يتفرعُ من شريان صدغي سطحي.